# Carex ×abitibiana
Carex ×abitibiana, hibridna vrsta šaši iz Quebeca, (formula C. aquatilis × C. stricta). Hemikriptofit ili kriptofit. Trajnica ili rizomatozni geofit. Ima priznat status. 